# Küküllei János
Tótsolymosi Apród Küküllei János (Tótselymes, 1320 – 1393) magyar történetíró.
Kezdetben a királyi kancellária különböző tagozatain volt jegyző. Az 1350-es évek elejétől egyházi hivatalt töltött be, s számos javadalmat szerzett: 1352-ben aradi és egri olvasókanonok, 1353-ban zágrábi és székesfehérvári kanonokság tulajdonosa, s haláláig erdélyi kanonok és küküllei főesperes lett (ez utóbbi címe melléknevévé is vált), 1358-tól esztergomi kanonok, majd két ízben (1363-1366, 1379-1387) esztergomi érseki helynök volt. I. Lajos király különös kegyébe fogadta, 1358-tól különös káplánjává, s kancelláriájában vezetőjegyzővé tette.
Az 1360-as években Visegrádon telepedvén le 25 fejezetben megírta uralkodója nápolyi hadjáratait, majd Lajos halála után a király erényeiről írott 30 fejezettel, Lajos király életrajzával egészítette ki Chronicon de Ludovico rege címen számontartott művét, mely az első világi életrajz a középkori magyar irodalomban.
Holler László szerint ő állította össze és részben írta a Képes krónika szövegét.

## Kiadások
- Kiküllői János: Első Lajos magyar királynak dicsőséges országlásárul és élete fogytáig viseltt dolgairul szerzett rövid krónika; mellyet deákbul Orosz Ferenc fordított, s bővített; Landerer, Bp., 1760
- Nagy Lajos viselt dolgairól; ford. életrajz, méltatás, jegyz. Dékáni Kálmán; Brassói Lapok, Brassó, 1906 (Középkori krónikások)
- Küküllei János és a Névtelen Minorita krónikája; ford. Geréb László, bev. Trencsényi-Waldapfel Imre, jegyz. Esti Béla; Magyar Helikon, Bp., 1960 (Monumenta Hungarica)
- Küküllei János és a Névtelen Minorita krónikája; ford. Geréb László,előszó Trencsényi-Waldapfel Imre, ill. Füzesséryné Hoich Luca; Pátria Ny., Bp., 1978
- Lajos király krónikája / Geszta Lajos királyról; ford., utószó, jegyz. Kristó Gyula; Osiris, Bp., 2000 (Millenniumi magyar történelem. Források)